# Adleramin

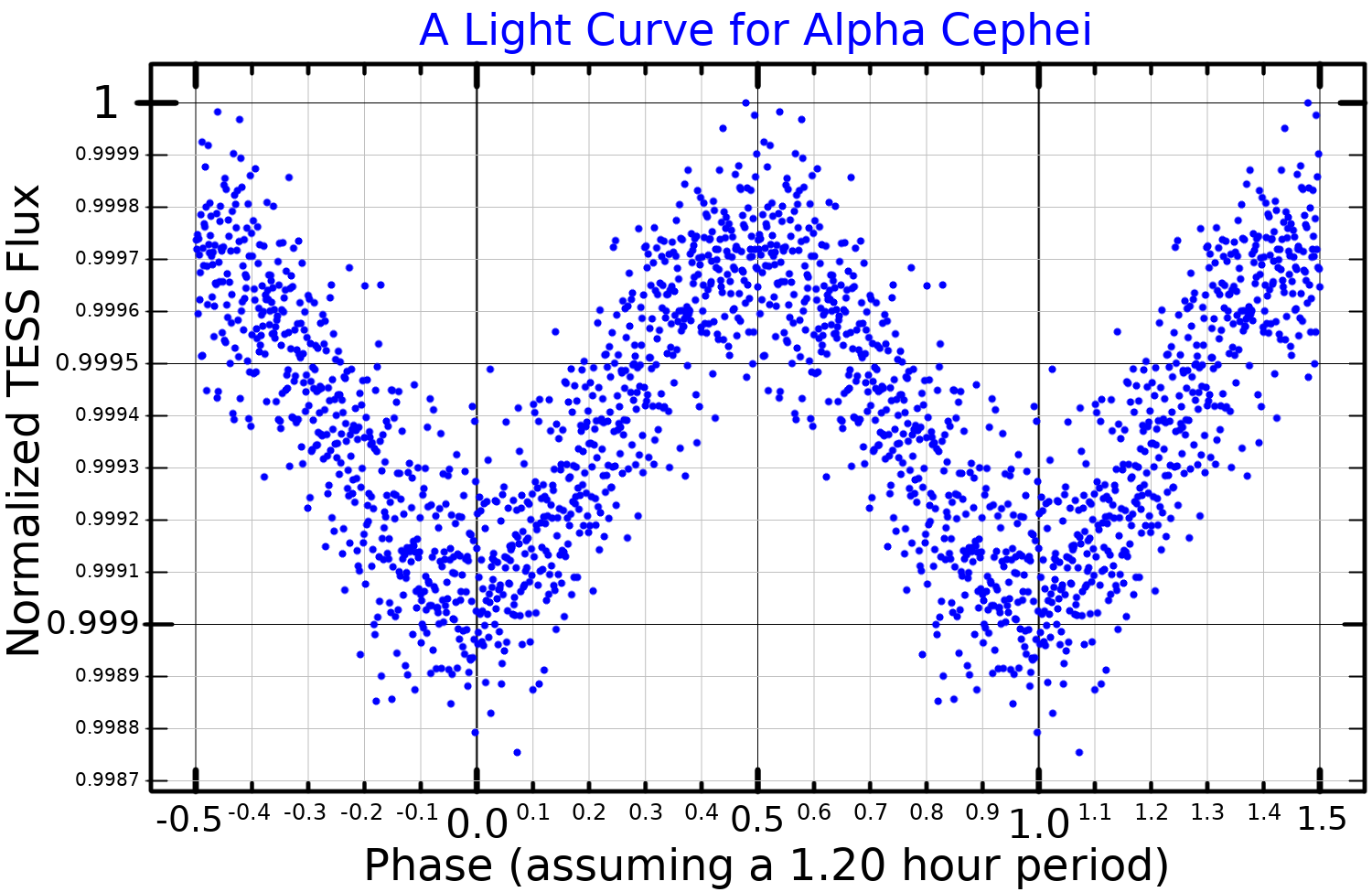
Lichtkromme van Adleramin

Adleramin (alpha Cephei) is de helderste ster in het sterrenbeeld Cepheus.
De ster staat ook bekend als Alderamin. Rond het jaar 7530 (n.C.) zal deze ster poolster voor de noordelijke hemelpool zijn.

## NGC 7076
Vanaf de aarde gezien bevindt de planetaire nevel NGC 7076 (Abell 75) zich op ongeveer een graad ten oostnoordoosten van alpha Cephei. Amateurastronomen kunnen alpha Cephei gebruiken als gidsster om de planetaire nevel op te sporen.